# Akkerogentroost
Akkerogentroost (Odontites vernus subsp. vernus, synoniem: Odontites vernus subsp. longifolius) is een eenjarige plant uit de bremraapfamilie (Orobanchaceae). De ondersoort komt van nature voor in Midden-Europa, in Nederland in Zuid-Limburg en het rivierengebied. De ondersoort staat op de  Nederlandse Rode lijst van planten als zeer zeldzaam en sterk in aantal afgenomen.
Deze plant is wettelijk beschermd sinds 1 januari 2017 door de Wet Natuurbescherming.
Akkerogentroost is een halfparasiet op grassen en cypergrassen. De wortels van de plant onttrekken water en zouten aan de wortels van andere planten, maar de plant is zelf in staat tot fotosynthese.
De plant wordt 10-50 cm hoog. De een tot vier paar vertakkingen, die hoog op de stengel beginnen staan onder een hoek van 20° tot 40° aan de hoofdas. De bladeren en schutbladen zijn lijn- tot lijnlancetvormig. De bleekgroen tot grauwgroen, vaak paars aangelopen, bladeren zijn 1-4,5 cm lang en 0,3-1 cm breed. Ze hebben aan weerszijden een tot vijf vlakke tanden.
Akkerogentroost bloeit in mei en juni met roze of roze-rode, soms witte, 8-11 mm lange bloemen. Aan het eind van de bloei steekt de stempel buiten de bloemkroon. De tanden van de kelkbladen zijn driehoekig-lancet- tot lancetvormig en even lang of langer dan de kelkbuis. De schutbladen zijn meestal langer dan de kelkbuis. De eerste bloemen zitten aan de zesde tot de dertiende knoop van de stengel.
De vrucht is een 4-7 mm lange doosvrucht. De lichtbruine zaden zijn 2-2,5 mm lang.
De plant komt voor op graanakkers.

## Namen in andere talen
- Duits: Frühlings-Zahntrost